# Świebodzice
Świebodzice (niem. Freiburg in Schlesien) – miasto w województwie dolnośląskim, w powiecie świdnickim.
W latach 1975–1998 miasto administracyjnie należało do województwa wałbrzyskiego. Od południa bezpośrednio graniczy z Wałbrzychem.
Miasto położone u stóp Pogórza Wałbrzyskiego, na Pogórzu Świebodzickim, w środkowym biegu rzeki Pełcznicy, na skraju Książańskiego Parku Krajobrazowego. Miasto leży na wysokości od ok. 280 do 425 m n.p.m. (góra Grabnik). Świebodzice należą do aglomeracji wałbrzyskiej.

## Nazwa miasta
Niemiecka nazwa miejscowości Freiburg oznacza po polsku Wolne miasto. Niemiecki językoznawca Heinrich Adamy w swoim dziele o nazwach miejscowości na Śląsku wydanym w 1888 we Wrocławiu wymienia nazwę miasta zanotowaną w dokumencie łacińskim z 1291 Friburg podając jej znaczenie „Freie Burg des Bolko I” – „Wolny zamek Bolka I”. W roku 1613 śląski regionalista i historyk Mikołaj Henel z Prudnika wymienił miejscowość w swoim dziele o geografii Śląska pt. Silesiographia podając jej łacińską nazwę: Freiberga.
Po 1945 miastu nadano polską nazwę Świebodzice, którą urzędowo zatwierdzono 7 maja 1946 (świeboda to po staropolsku wolność).

## Historia

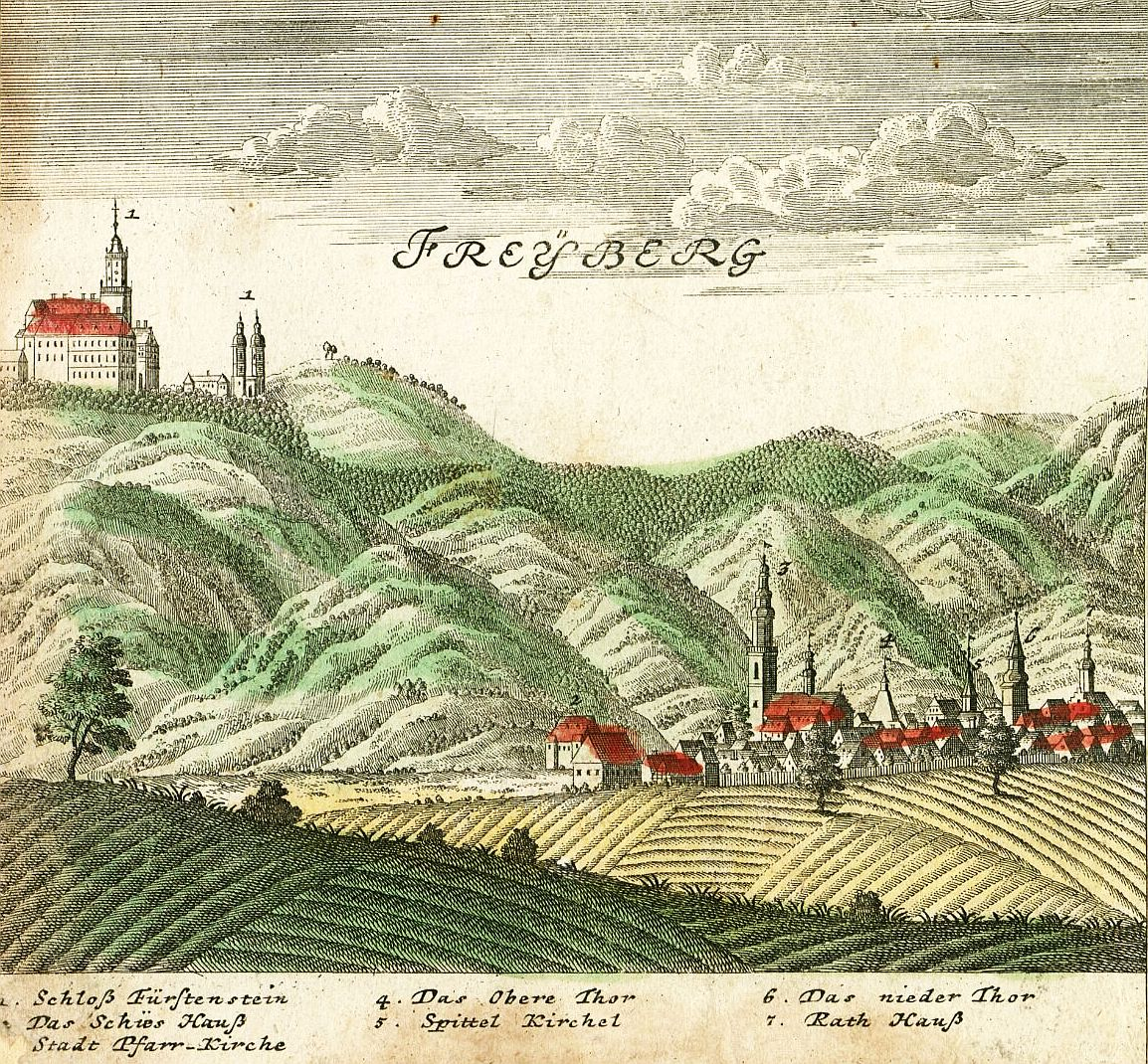
Panorama miasta na rycinie z 1738 według rysunku F.B. Wernera. W głębi, na wzgórzu, widoczny Zamek Książ

- 1203 – pierwsza wzmianka historyczna o osadzie, która powstała w związku z rozwojem zamku w pobliskim Książu
- przed 1228 – pierwsza inicjatywa lokacyjna na prawie niemieckim[5]
- 1228 – biskup wrocławski Wawrzyniec konsekruje kościół św. Mikołaja
- 1242 – Marboto de Czetaros (Czetryc) staje się zarządcą książęcego zamku w Świebodzicach
- 1279 – Henryk Probus w przywileju zwraca się do świebodziczan „mieszczanie” – przyjmowana data nadania praw miejskich
- 1293 – włączenie Świebodzic do księstwa jaworsko-świdnickiego
- 1300 – średniowieczny łaciński utwór opisujący żywot świętej Jadwigi Vita Sanctae Hedwigis wymienia pod nazwą Cyrna[6] jedną z obecnych dzielnic Świebodzic Ciernie dawniej zwane również Zirlau oraz Czarna Świdnicka.
- pocz. XIV w. – budowa murów miejskich[7]
- 1310 – książę Bernard na prośbę patrycjatu świdnickiego pozbawia Świebodzice przywileju miejskiego
- 1337 – książę jaworsko-świdnicki Bolko II Mały przywraca i rozszerza prawa miejskie
- 1344 – miasto zdobyte przez króla czeskiego Jana
- II poł. XIV w. – Freiburg należy do związku 15 miast księstwa świdnickiego, które posiadało prawo bicia monety[7]
- 1392 – śmierć wdowy po Bolku II, Agnieszki – włączenie Świebodzic do Czech
- 1427 – miasto trzykrotnie oblegają wojska taborytów
- 1492 – król Czech Władysław Jagiellończyk nadaje Świebodzicom przywilej organizowania „ciepłych jarmarków” w dzień św. Mateusza
- 1509 – Władysław Jagiellończyk sprzedaje Świebodzice i zamek Książ Konradowi Hochbergowi
- 1614 – pierwsza świebodzicka szkoła
- 1618–1648 – wojna trzydziestoletnia: rabunki wojsk szwedzkich, epidemie
- 1745 – włączenie Świebodzic do Prus
- 1774 – najtragiczniejszy pożar w dziejach miasta niemal doszczętnie trawi miasto
- 1775–1811 – intensywna odbudowa
- 1809 – do Świebodzic wkraczają wojska francuskie, Fryderyk Kramsta zakłada Fabrykę Lnu i Płótna
- 1830 – Hochbergowie przestają być właścicielami miasta
- 1842 – powołano do życia spółkę pod nazwą Wrocławsko-Świdnicko-Świebodzickie Towarzystwo Kolejowe, która zajęła się budową pierwszej linii kolejowej w kierunku Sudetów
- 1843 – otwarcie linii kolejowej Wrocław – Świebodzice (do Świebodzic docierają pociągi) przedłużona w 1853 do Wałbrzycha
- 1847 – Gustav Becker zakłada warsztat zegarmistrzowski produkujący zegary
- 1867 – rodzi się Emil Krebs, sinolog i poliglota
- 1850 – warsztat zegarmistrzowski Gustava Beckera stopniowo przekształca się w wielką fabrykę zegarów znaną na całym świecie

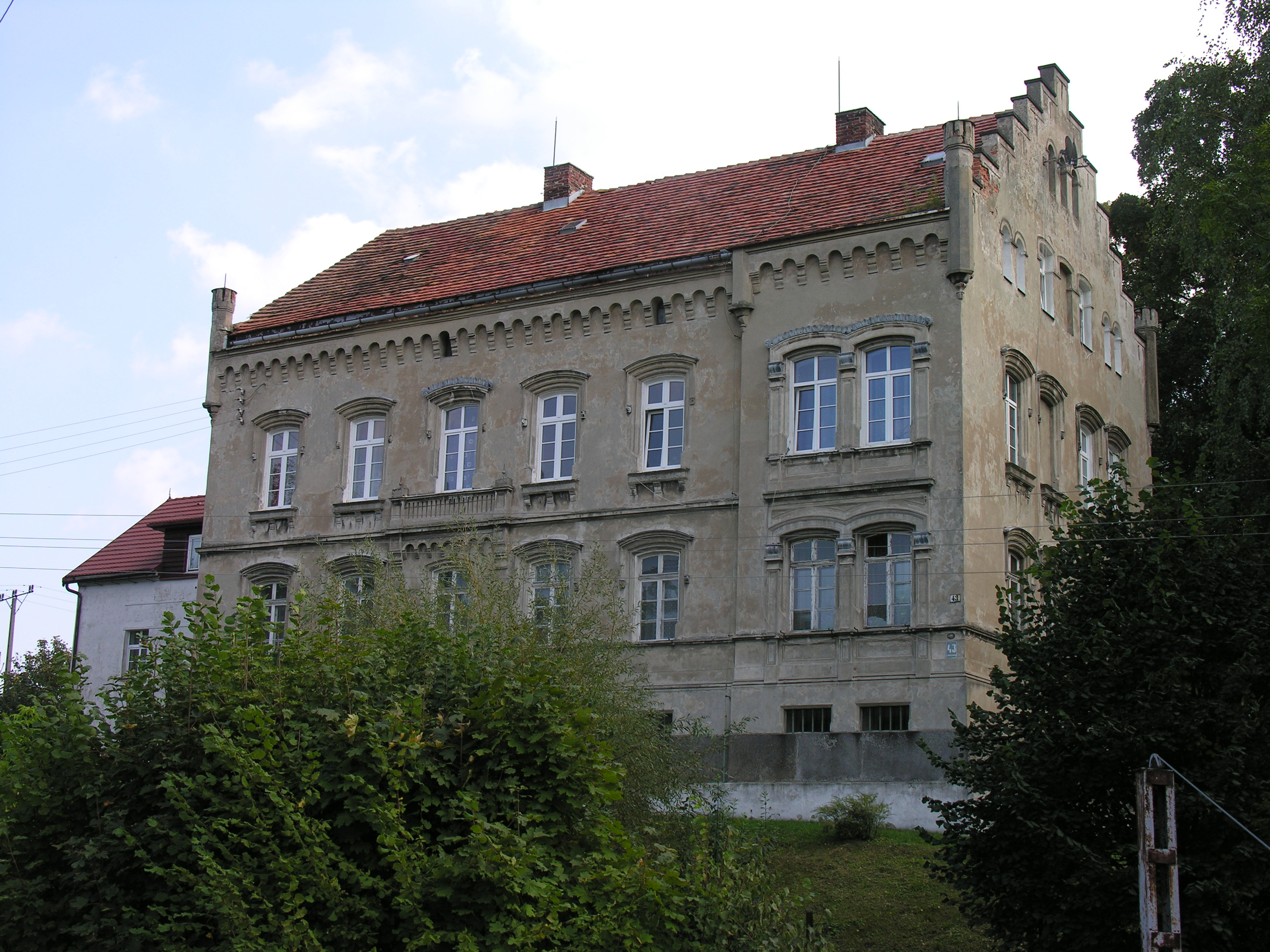
Willa Jana Mikulicza-Radeckiego

- 1905 – w Świebodzicach odbywa się uroczysty pochówek polskiego profesora i chirurga Jana Mikulicza-Radeckiego, pomysłodawcy nowych technik operacyjnych i narzędzi chirurgicznych oraz jednego z pionierów antyseptyki i aseptyki, zamieszkującego we Wrocławiu i niegdyś podświebodzickiej Pełcznicy (obecnie dzielnicy miasta) po 1890 r. (zachowały się jego nagrobek na miejscowym cmentarzu oraz jego willa w Pełcznicy)
- 1935 – fabryka Zegarów Gustava Beckera kończy swoją działalność
- Podczas II wojny światowej w Świebodzicach od 12 stycznia do połowy lutego 1945 znajdował się obóz pracy – filia niemieckiego obozu koncentracyjnego Groß-Rosen, w której przebywało 150 kobiet żydowskich przywiezionych z Węgier, pracujących w miejscowej fabryce koncernu AEG wytwarzającej części samolotowe[8].
- 1946 – miejscowość została włączona do nowo powstałego województwa wrocławskiego na terenie powojennej Polski pod nazwą Frybork[9]

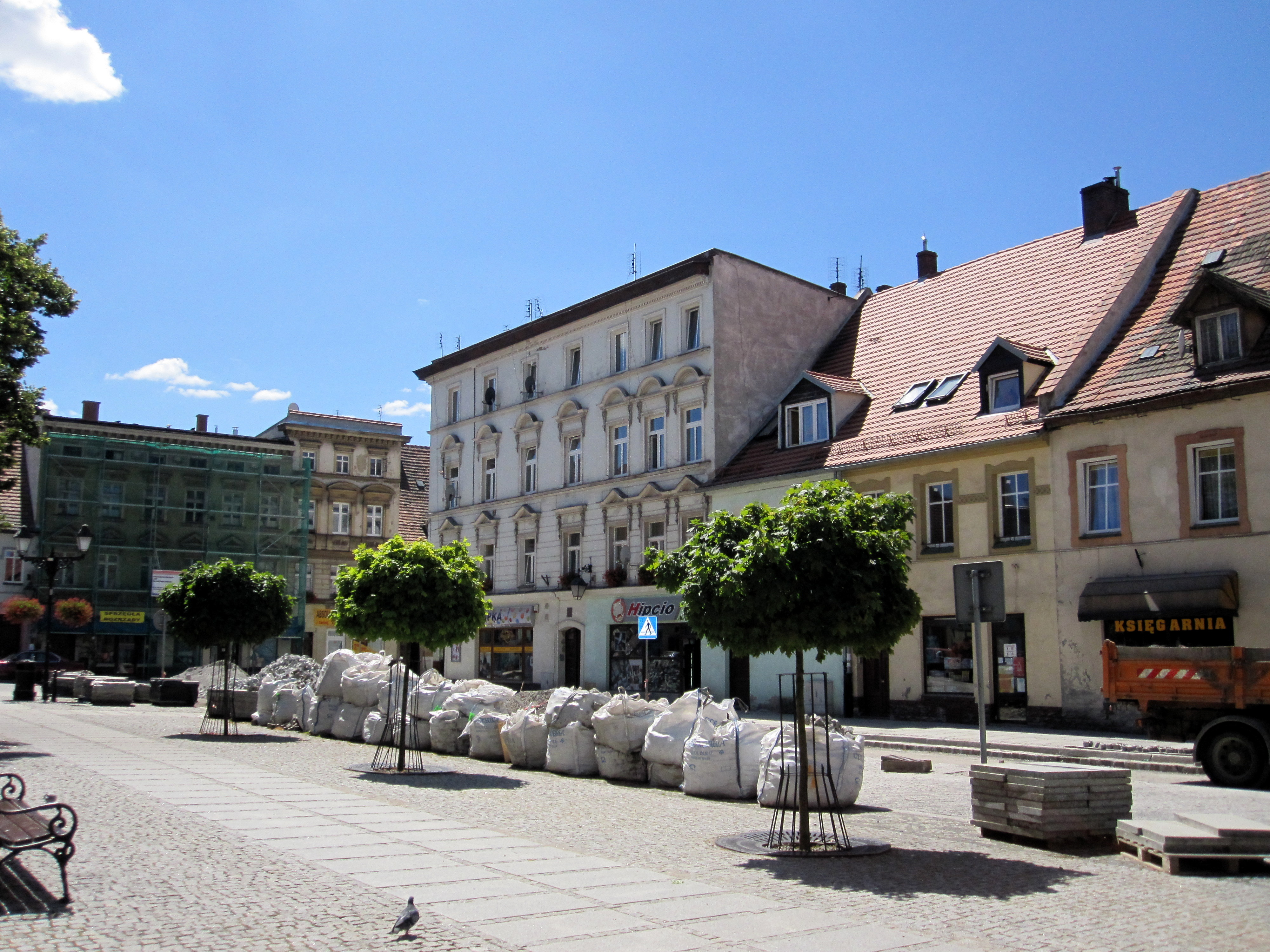
Rynek podczas prac remontowych w 2013

- 24 lutego 1954 – w pobliżu stacji kolejowej dochodzi do katastrofy kolejowej – ginie kilkanaście osób, kilkadziesiąt zostaje rannych
- 1957 – przyłączenie do Świebodzic Pełcznicy
- 1972 – przyłączenie Cierni
- 1979 – odsłonięcie pomnika ku czci Ludowego Wojska Polskiego na ówczesnym placu 22 Lipca[10]
- 1990 – pierwsze po II wojnie światowej demokratyczne wybory władz miejskich
- 1997 – zniszczenia wskutek wielkiej powodzi
- 2000 – odsłonięcie pomnika Jana Mikulicza-Radeckiego
- 1 września 2002 – zniszczenia po wielkiej powodzi. Zalane zostały między innymi Ciernie i Pełcznica
- 21 czerwca 2012 – ustanowiony nowy herb oraz nowa flaga[11].
- 8 kwietnia 2017 – największa katastrofa budowlana w historii miasta; w wyniku zawalenia się kamienicy zginęło 6 osób, a 4 zostały ranne.

## Zabytki

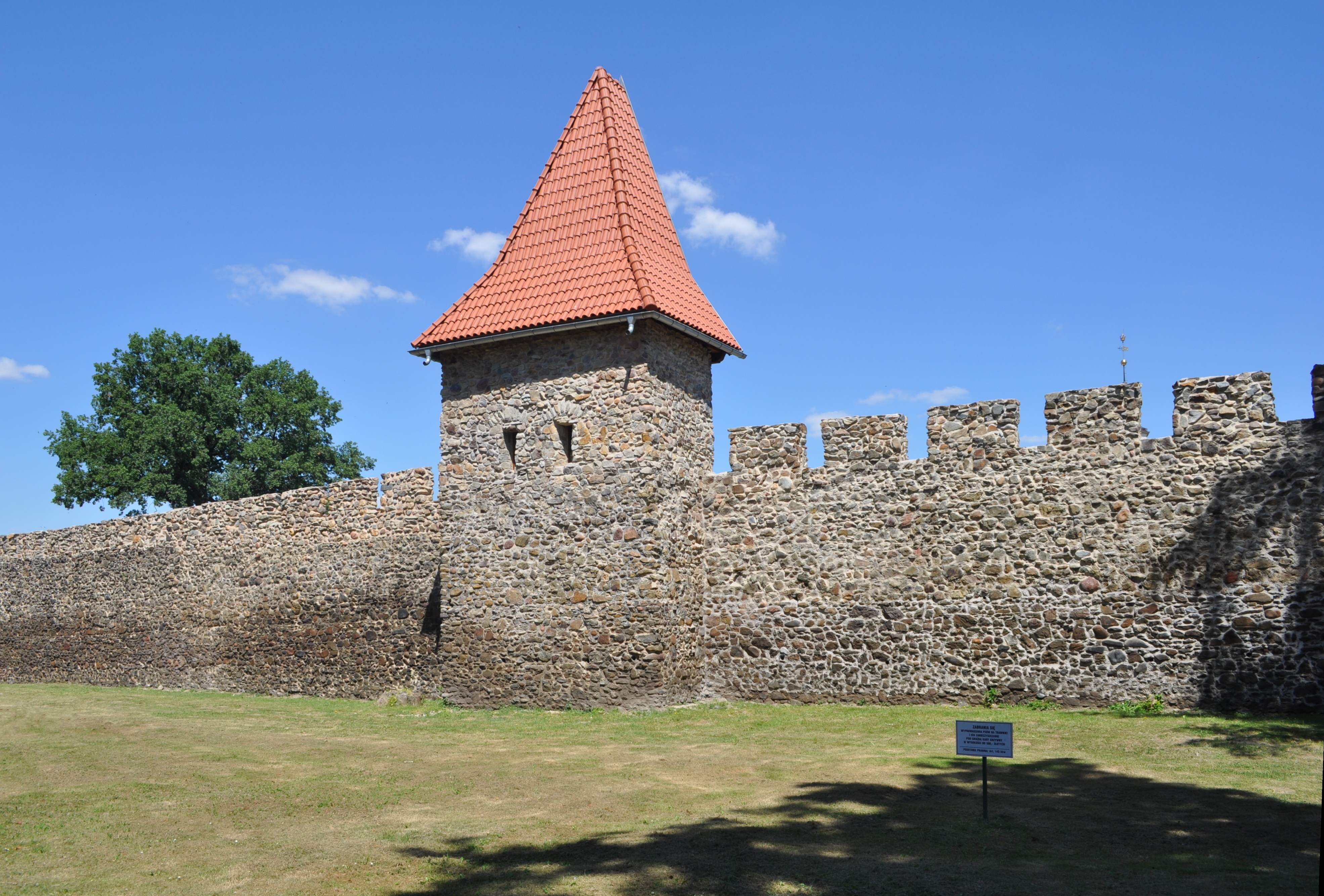
Mury obronne (XIII w.)

Do wojewódzkiego rejestru zabytków wpisane są:
- obszar staromiejski

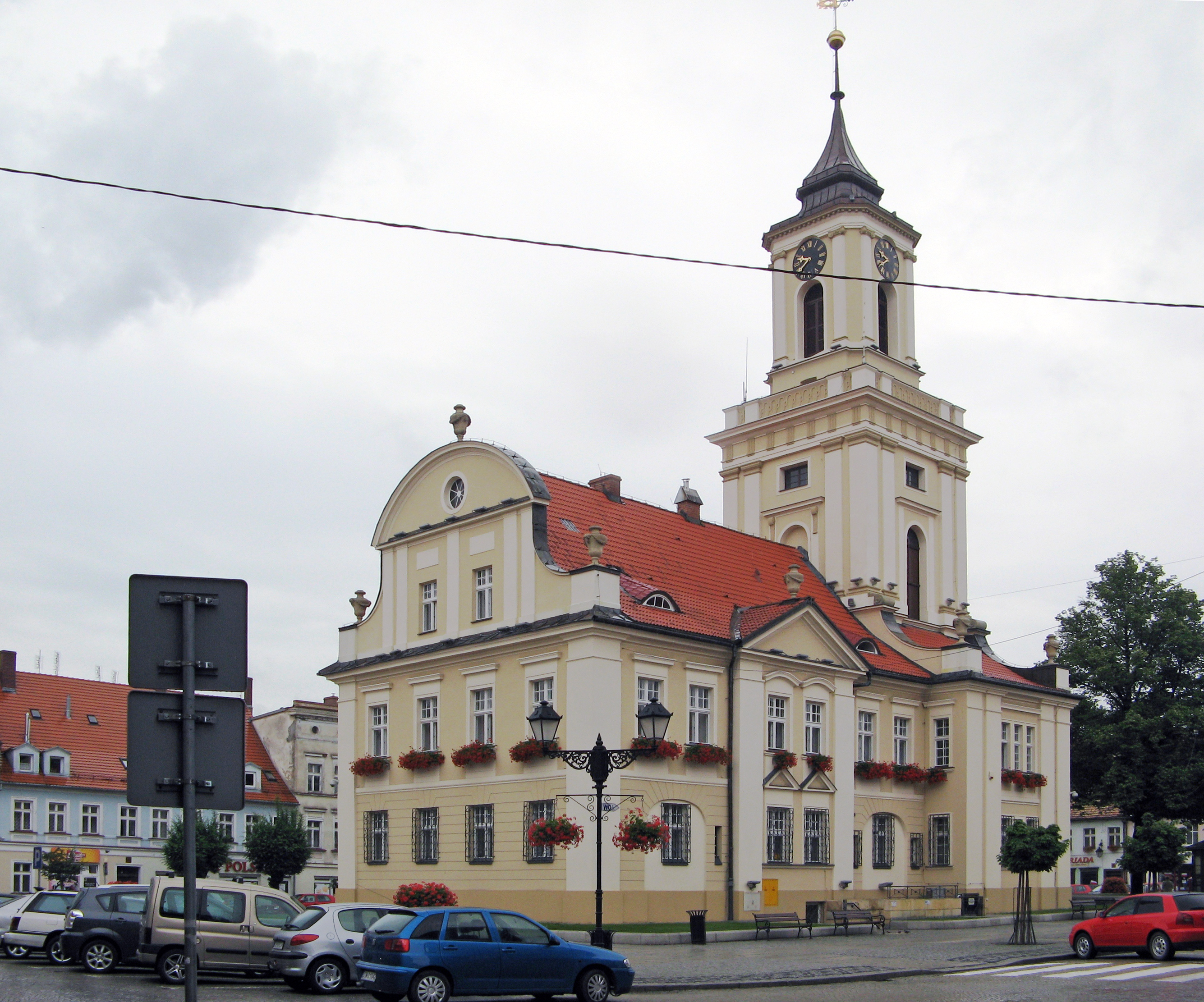
Klasycystyczny ratusz miejski

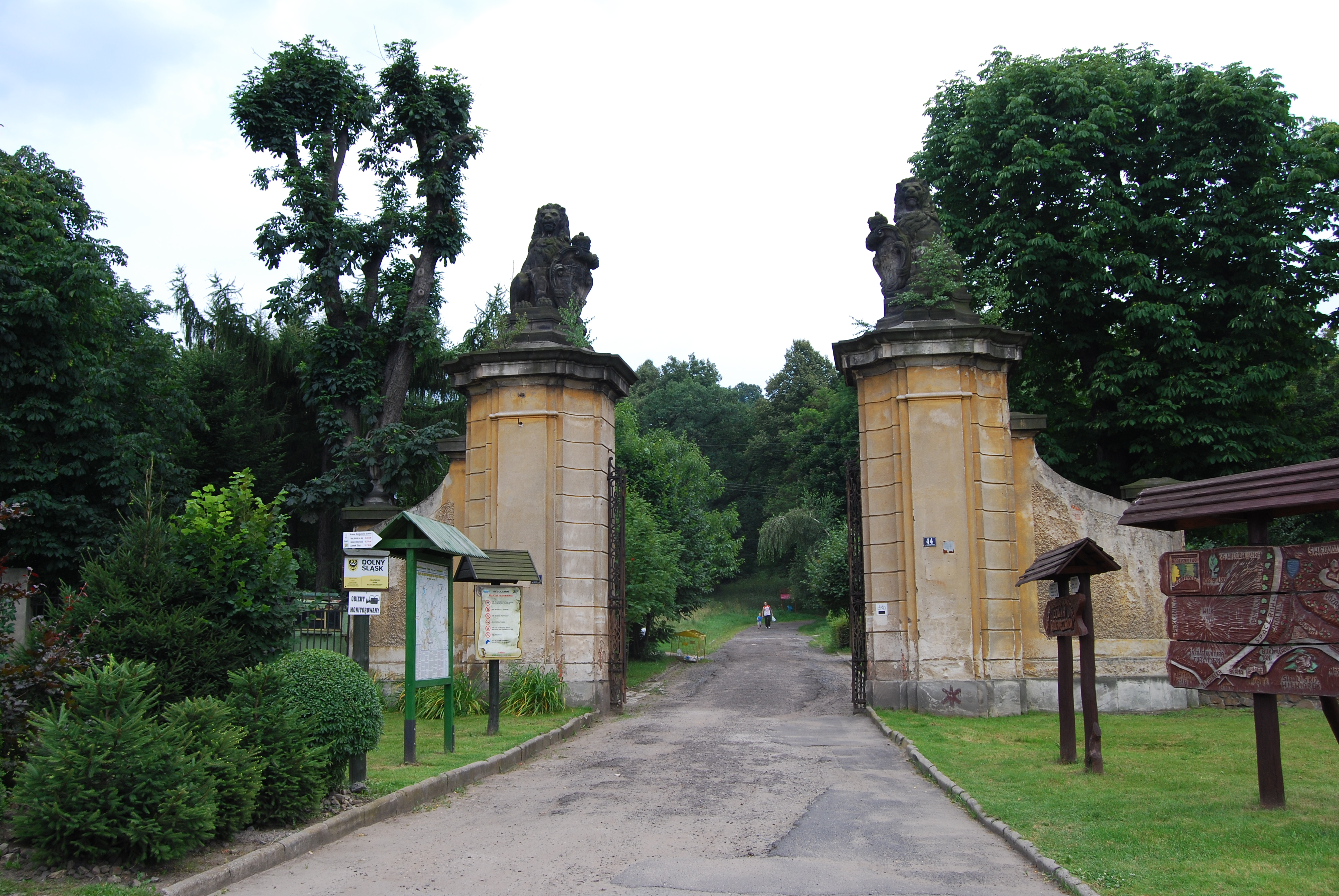
Brama do parku Książ

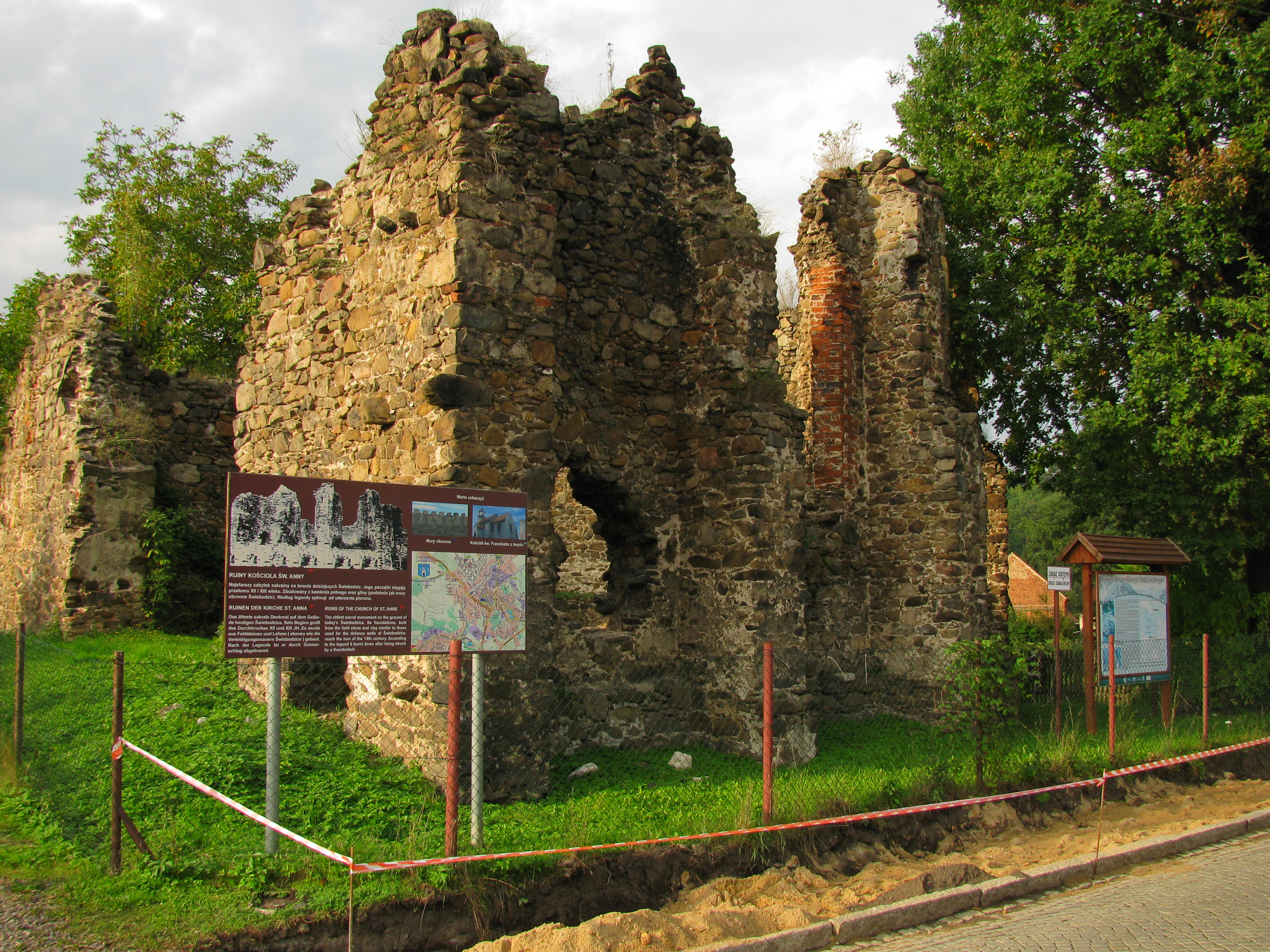
Ruiny kościoła św. Anny

- kościół par. pw. św. Mikołaja, wzniesiony w XIII w., XV w., 1811, k. XIX w.; wyposażenie częściowo renesansowe, częściowo z XIX w., barokowe ołtarze boczne przeniesione ze Strzegomia, żyrandol z ok. 1700, organy z 1898[7]
- dawny kościół ewangelicki, obecnie rzym-kat., pw. śś. Piotra i Pawła, wzniesiony w latach 1776–1779 na planie krzyża w stylu klasycystycznym, restaurowany w 1975
- mauzoleum rodziny von Kramstów, na cmentarzu komunalnym, ul. Wałbrzyska, z 1880[13]
- ratusz miejski, wybudowany w 1781 w stylu klasycystycznym
- fragmenty murów obronnych – pochodzą prawdopodobnie z XIII w., rozebrane w większości przez Francuzów w 1809
- d. zajazd, ul. Jeleniogórska 9
- piwnice d. słodowni, ul. Krasickiego 15, z drugiej połowy XIX w.
- łaźnia, ob. dom handlowy,ul. Lipowa 12, z końca XIX w.
- pałac, obecnie dom pomocy społecznej – DPS, ul. Mickiewicza 8, zbudowany w l. 1858–1875 – XIX w., w stylu neorenesansu angielskiego, otoczony parkiem i zwierzyńcem, dziś siedziba zgromadzenia zakonnego Sióstr Szkolnych de Notre Dame
- budynki w zespole zamku Książ, z 1792, w drugiej połowy XIX, ul. Wałbrzyska 44-46:
  - dom „szwajcarski” I
  - dom „szwajcarski” II
  - brama wjazdowa na teren zespołu

Świebodzice–Ciernie
- kościół pomocniczy pw. św. Franciszka z Asyżu, wzniesiony w pierwszej połowy XIII w., w XV w. przebudowany na gotycki, wyposażenie pochodzące z różnych epok, gotyckie sakramentarium z 1352, fresk z XV wieku przedstawiający św. Krzysztofa, 1891

Świebodzice–Pełcznica
- kościół pw. św. Anny, ruiny (prawdopodobnie) z przełomu XII i XIII w., na przełomie i XIV–XV w. przebudowany ze stylu romańskiego na gotyk

inne zabytki:
- willa Jana Mikulicza-Radeckiego w Pełcznicy
- cmentarz żydowski
- stare kamienne krzyże monolitowe o nieznanym pochodzeniu i przeznaczeniu; pojawiająca się hipoteza, że są to tzw. krzyże pokutne, nie ma oparcia w żadnych dowodach i oparta jest wyłącznie na nieuprawnionym, błędnym założeniu, że wszystkie stare kamienne monolitowe krzyże, są krzyżami pokutnymi[14]
  - wolno stojący zlepieniec pobielony w Cierniach
  - złamany maltański w Cierniach
  - wmurowany z żółtego piaskowca w Cierniach
  - łaciński wolno stojący, zlepieniec, naprzeciw budynków Osiedla Sudeckiego przy stacji benzynowej PKN Orlen.

## Ochrona przyrody
Na obszarze gminy znajduje się niewielka część rezerwatu przyrody Przełomy pod Książem koło Wałbrzycha chroni on przełomowe odcinki rzeki Pełcznicy i strumyka Szczawnik wraz z całą różnorodnością fauny i flory.

## Struktura powierzchni

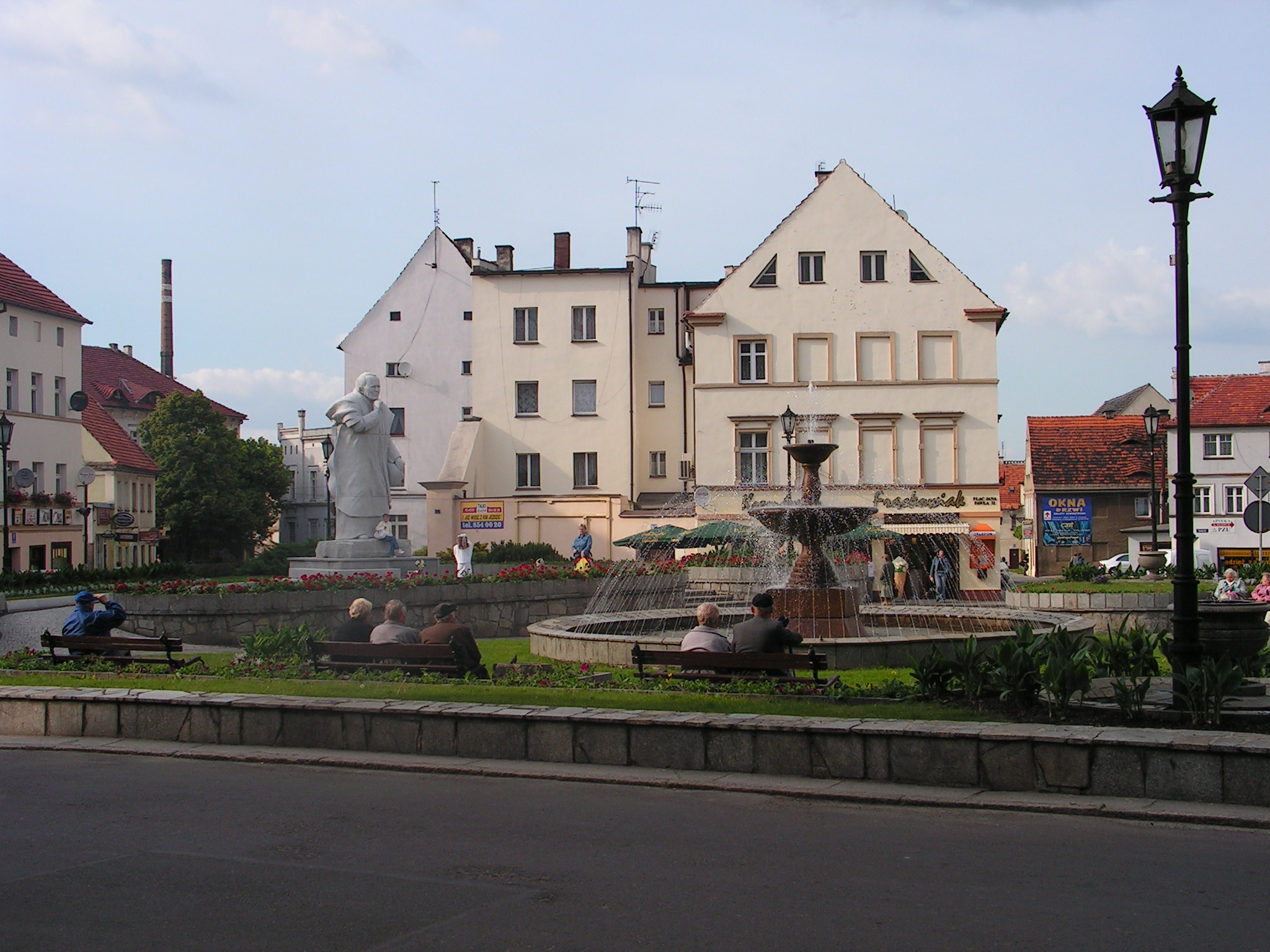
Plac Jana Pawła II

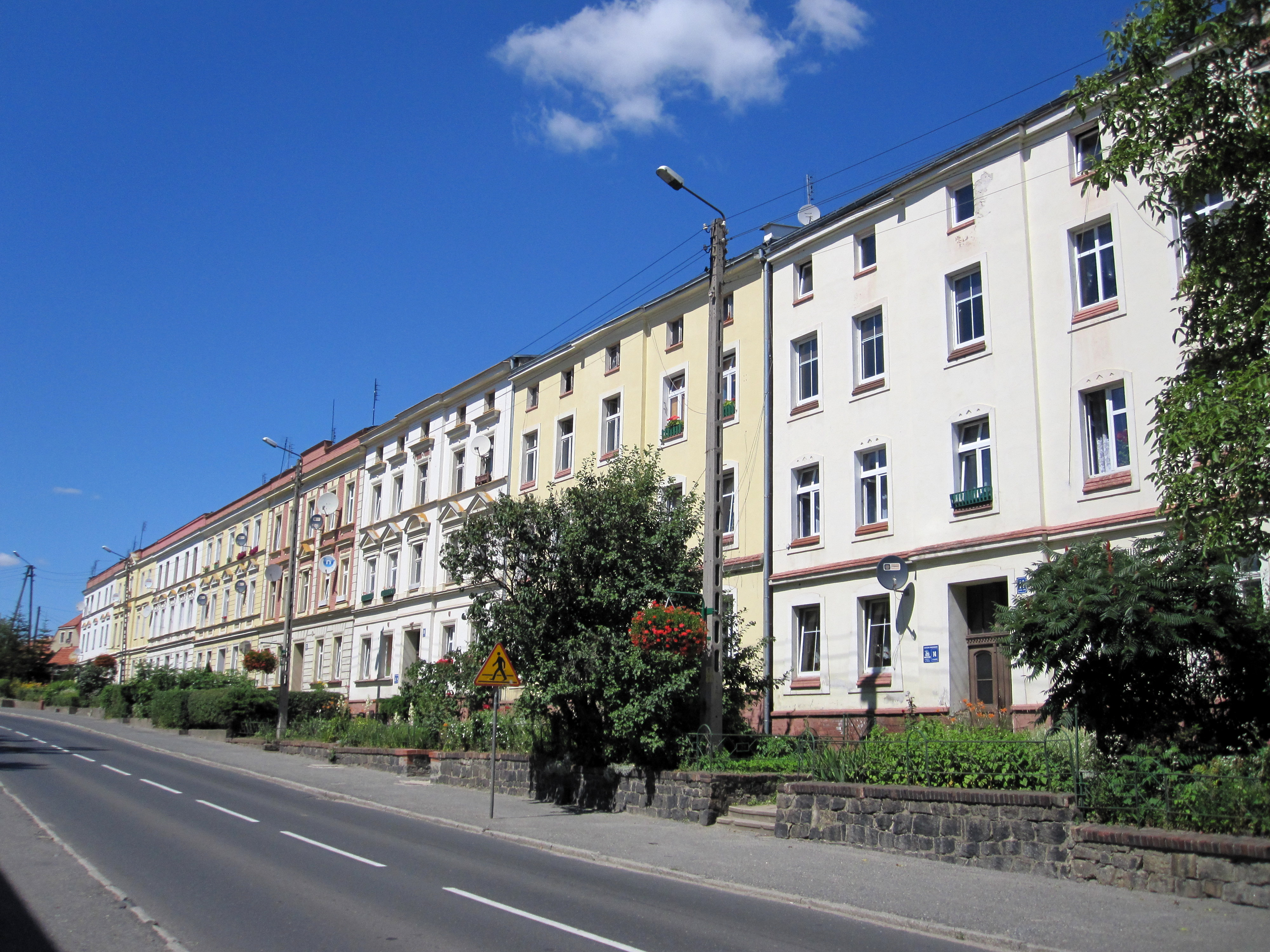
Kamienice przy ul. Jeleniogórskiej

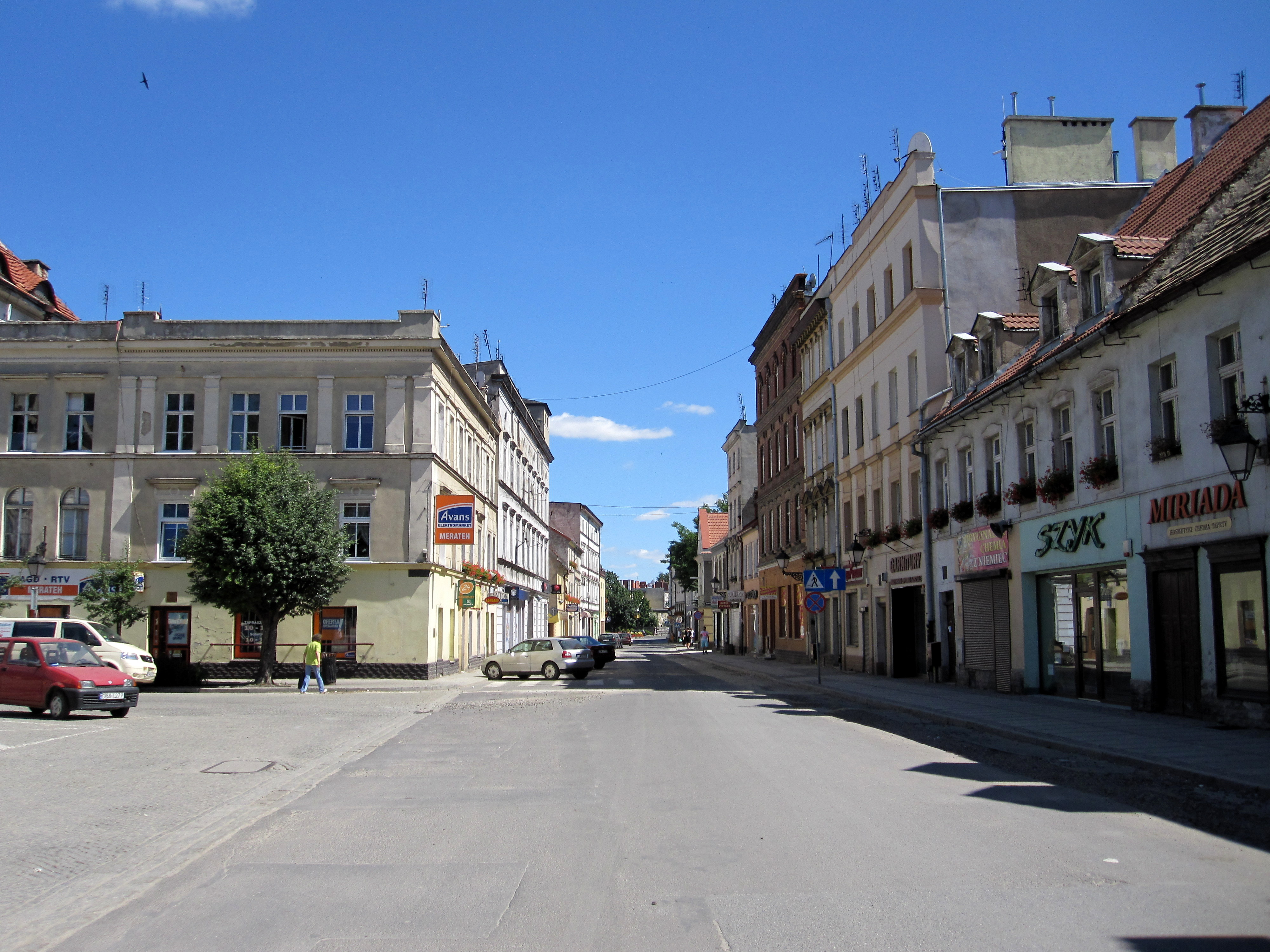
Fragment Rynku i ul. Kopernika

Według danych z 2023 r. Świebodzice mają obszar 30,44 km² (176. miejsce w kraju), w tym:
- użytki rolne: 69%
- użytki leśne: 11%

Miasto stanowi 4,1% powierzchni powiatu.

## Demografia
Dane z 30 czerwca 2004 r.:
| Opis                              | Ogółem | Ogółem | Kobiety | Kobiety | Mężczyźni | Mężczyźni |
| --------------------------------- | ------ | ------ | ------- | ------- | --------- | --------- |
| Jednostka                         | osób   | %      | osób    | %       | osób      | %         |
| Populacja                         | 23 233 | 100    | 12 233  | 52,7    | 11 000    | 47,3      |
| Gęstość zaludnienia [mieszk./km²] | 763    | 763    | 401,7   | 401,7   | 361,2     | 361,2     |

Piramida wieku mieszkańców Świebodzic w 2014.

## Gospodarka
W okresie Polski Ludowej na terenie Świebodzic działało wiele zakładów produkcyjnych i usługowych, do najważniejszych należały m.in. Zakłady mechanizowanego sprzętu domowego „Predom-Termet”, Odlewania Metali „Famalen”, Wytwórnia Urządzeń Klimatyzacyjnych „Klimator”, wytwórnia sprzętu komunikacyjnego, Świebodzicka Fabryka Zegarów, Zakłady Aparatury Elektrycznej „Refa”, Zakłady Przemysłu Lniarskiego „Silena”, Fabryka Lin i Powrozów „Defalin”, Świebodzickie Zakłady Odzieżowe „Rafio”, fabryka mebli, wytwórnia materiałów budowlanych, browar, Zakłady Przemysłu Cukierniczego „Śnieżka”.
Na terenie miasta istnieje podstrefa Wałbrzyskiej Specjalnej Strefy Ekonomicznej „Invest Park” (Kelvion Sp. z o.o.,SEGEPO-REFA Sp. z o.o.Vasco Tech sp. z o.o.,Enwar Sp zo.o., Droper Logistic Sp. z o.o.)., Isopak Poland Sp.z o.o
Inne ważne przedsiębiorstwa produkcyjne to: Termet S.A, Schneider Electric Energy Poland Sp. z o.o., Śnieżka–Invest Sp. z o.o, PPHU „Defalin” Group SA, Moneva Polska Sp. z o.o., Capricorn S.A, Masterform S.A., CAST s.j.
W mieście funkcjonują markety: Dino (1), Biedronka (4), Aldi (1), Intermarche (1), Bricomarche (1), Polo Market (1), Media Expert (1), drogeria Rossmann (1), Drogeria Hebe (1) Kik (1) oraz Plac Targowy.

## Transport

### Transport drogowy
- 34 Droga krajowa nr 34: Dobromierz – Świebodzice
- 35 Droga krajowa nr 35: Bielany Wrocławskie – Wałbrzych – Golińsk – granica państwa
- 374 Droga wojewódzka nr 374: Stanowice – Świebodzice

### Komunikacja miejska i podmiejska
Komunikacja miejska w Świebodzicach obsługiwana jest przez Zakład Gospodarki Komunalnej. Do 31 grudnia 2015 miasto zlecało przewozy na jedynej miejskiej linii zewnętrznym firmom w ramach przetargu. Sytuacja zmieniła się 1 stycznia 2016, kiedy to po mieście zaczęły jeździć nowe, kupione w 2014 przez miasto, autobusy Mercedes-Benz O530. Od tej pory gmina na własną rękę realizowała przewozy na linii miejskiej nr 1. W marcu 2019 powstały 3 linie: 0,1 i 2.
Komunikację podmiejską obsługuje od 8.09.2018 MPK Świdnica na linii 31A(linia zawieszona) oraz prywatne firmy m.in. P.W.H.D., Piotr Żuk, Grzenio, Bobo-Trans, Dex Trans na pozostałych liniach
Linie miejskie:
| Linia | Trasa                                                                                                  |
| ----- | --- |
| 0     | Os. Sudeckie – Pętla, Dworzec PKP, Królowej Elżbiety                                                   |
| 1     | Pełcznica (Długa – pętla), Przemysłowa, Pływalnia – Wodne Centrum Rekreacji, Kamiennogórska – Cmentarz |
| 2     | Ciernie – Pętla, Przemysłowa, Kamiennogórska – Cmentarz, Hipermarket Tesco                             |

Linie podmiejskie
| 30  | Świebodzice os. Piastowskie – Wałbrzych Piaskowa Góra – Wałbrzych Pl. Grunwaldzki |        |                                                                               |
| 31  | Swidnica D.A.- Świebodzice – Wałbrzych Pl. Grunwaldzki                            |        |                                                                               |
| 31A | Świdnica pl. św. Małgorzaty – Świebodzice – Wałbrzych Wysockiego                  | 31 bis | Swidnica D.A.- Świebodzice – Szczawno Zdrój Tesco – Wałbrzych Pl. Grunwaldzki |
| 38  | Swiebodzice os. Piastowskie – Świdnica Pl. Grunwaldzki                            |        |                                                                               |

### Transport kolejowy

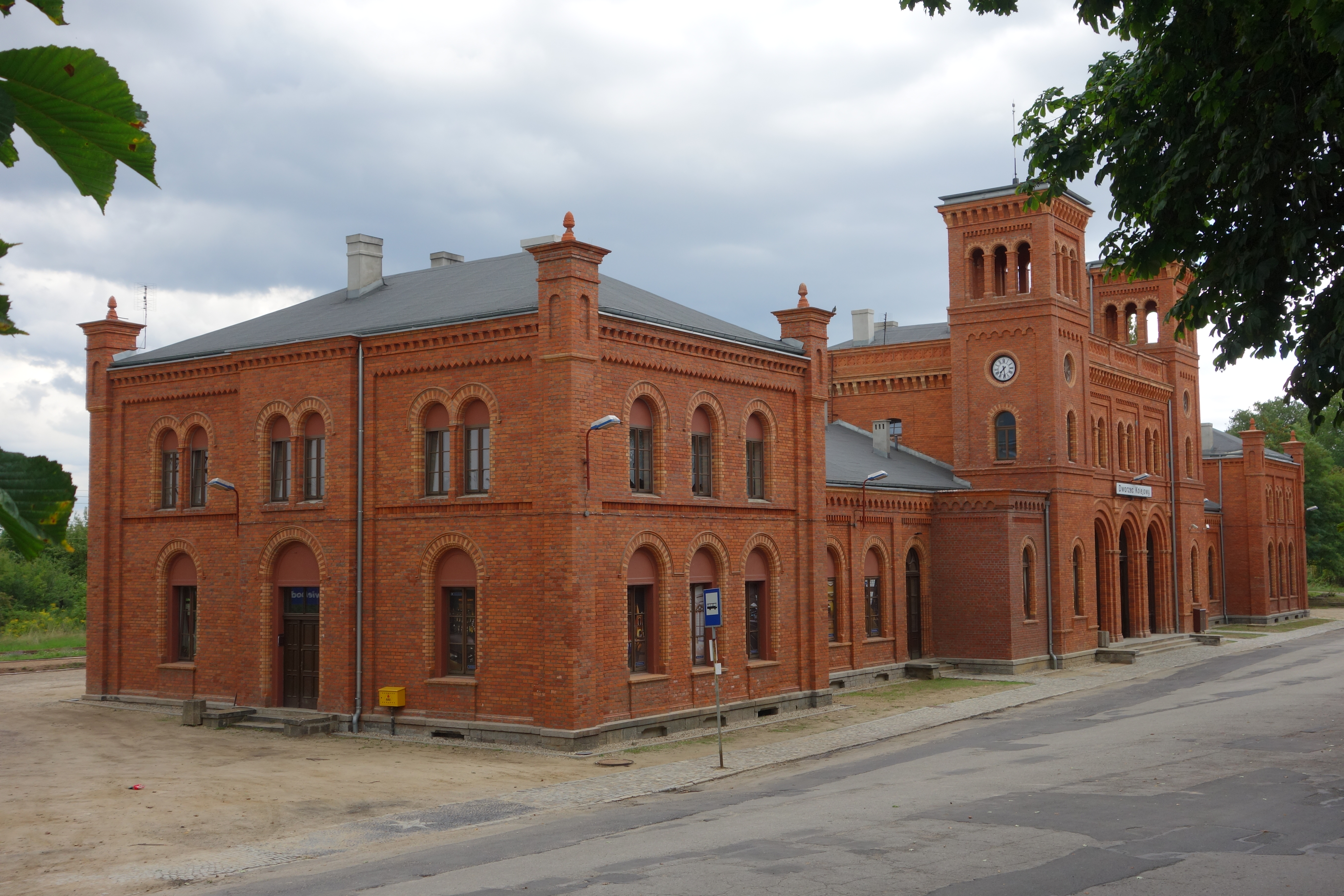
Dworzec kolejowy w Świebodzicach

W mieście funkcjonuje jeden czynny dworzec kolejowy przy linii kolejowej nr 274 (Wrocław Świebodzki–Zgorzelec). Stacja posiada 2 zmodernizowane perony. Obsługę połączeń zapewniają przede wszystkim Koleje Dolnośląskie (połączenia regionalne), oraz PKP Intercity (połączenia dalekobieżne). Funkcjonuje również jedna para pociągów spółki Polregio (pociąg Regio „Kamieńczyk”). Według stanu na listopad 2021, ze stacji w Świebodzicach odjeżdżają pociągi w kierunkach:
| Koleje Dolnośląskie | PKP Intercity    | Polregio         |
| ------------------- | ---------------- | ---------------- |
| Jelenia Góra        | Jelenia Góra     | Poznań           |
| Szklarska Poręba    | Szklarska Poręba | Szklarska Poręba |
| Wrocław             | Przemyśl         |                  |
| Wałbrzych           | Białystok        |                  |
| Węgliniec           | Kraków           |                  |
| Adrspach (sezonowo) | Warszawa         |                  |

W 2013 zakończono remont budynku dworca. Koszt tej inwestycji wyniósł 2,9 mln zł. Od 2016 w budynku dworca swoją siedzibę ma Straż Miejska.

### Lądowisko wielofunkcyjne
Nieco na północ, poza granicami miasta, znajduje się trawiaste lądowisko Świebodzice z pasem startowym o długości 850 m, wzdłuż drogi wojewódzkiej nr 374 do Strzegomia, 3,4 km od centrum miasta. Na terenie lądowiska planowana jest budowa lotniska Sudeckiego.
Współrzędne geograficzne lądowiska: 50°53′00″N 16°18′59″E/50,883333 16,316389.

## Oświata

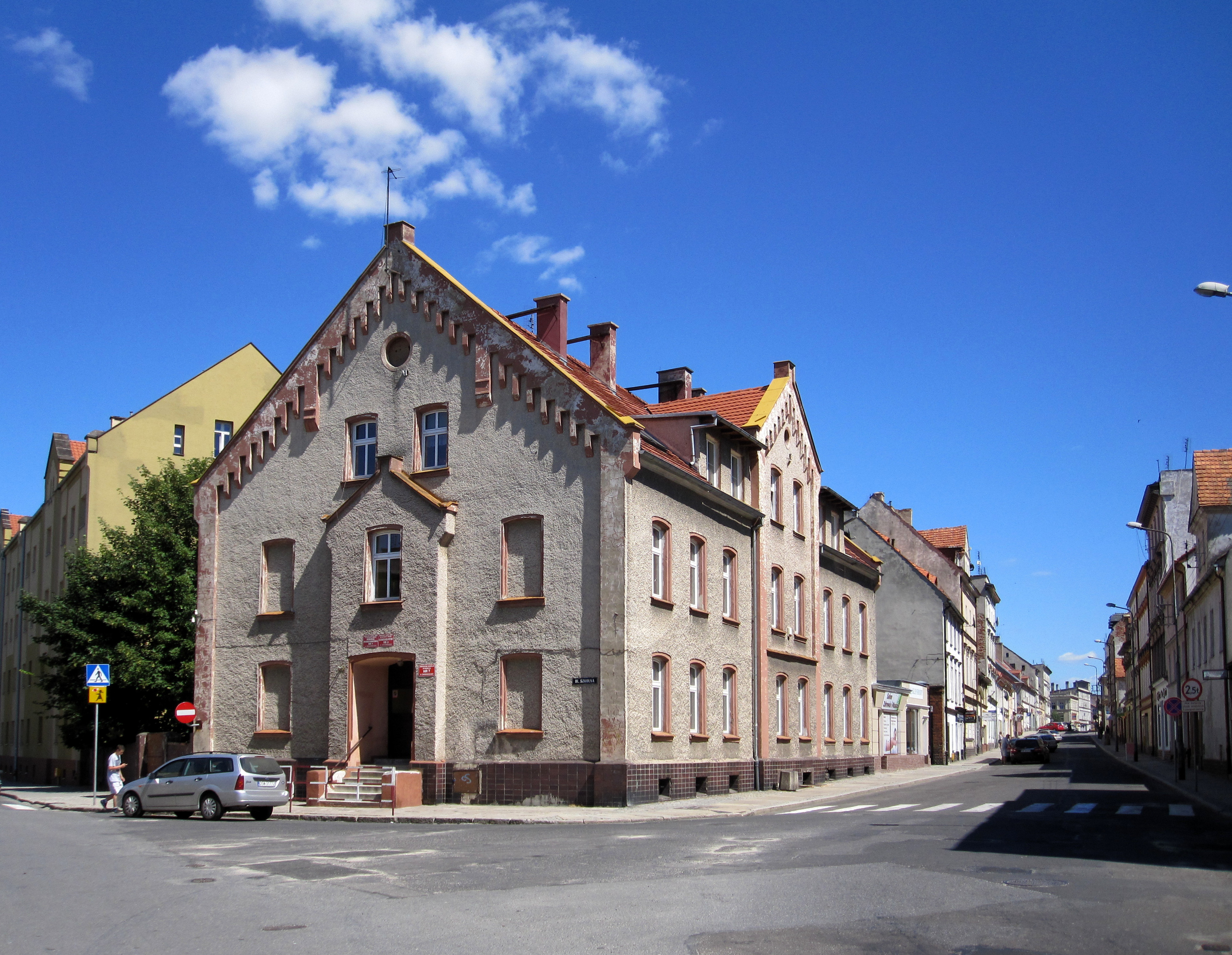
Szkoła Podstawowa nr 7

- 3 przedszkola publiczne, w tym jedno z grupą żłobkową, 2 przedszkola niepubliczne
- 5 szkół podstawowych, w tym jedna integracyjna, jedna z oddziałami integracyjnymi i jedna specjalna:
  - Szkoła Podstawowa nr 3 im Władysława Broniewskiego w Świebodzicach, Szkoła Podstawowa nr 4 im. Janusza Korczaka, Szkoła Podstawowa nr 2 im. Nauczycieli Tajnego Nauczania w Zespole Szkół Podstawowo – Gimnazjalnych z oddziałami integracyjnymi, Integracyjna Szkoła Podstawowa w Zespole Szkół Integracyjnych, Szkoła Podstawowa nr 7 (specjalna), Szkoła Podstawowa nr 5
- 2 szkoły średnie:
  - Zespół Szkół im. S. Prosińskiego
  - Zespół Szkół Ogólnokształcących

## Kultura
Na terenie miasta funkcjonują koła hobbystyczne: filatelistyczne i numizmatyczne.
- Miejska Biblioteka Publiczna im. Marii Dąbrowskiej
  - biblioteka dla dorosłych
  - oddział dziecięcy
- Miejski Dom Kultury

W 2014 na terenie miasta kręcono sceny walk ulicznych do serialu Czas Honoru: Powstanie.

## Kościoły i związki wyznaniowe
- Kościół Rzymskokatolicki
  - Parafia Matki Bożej Królowej Polski w Świebodzicach
  - Parafia Świętych Apostołów Piotra i Pawła w Świebodzicach
  - Parafia św. Franciszka z Asyżu w Świebodzicach
  - Parafia św. Alberta Chmielowskiego w Świebodzicach
  - Parafia św. Mikołaja w Świebodzicach
- Kościół Zielonoświątkowy
  - Zbór w Świebodzicach
- Świadkowie Jehowy
  - Trzy zbory: Świebodzice–Dobromierz, Świebodzice–Miasto, Świebodzice–Pełcznica; jedna Sala Królestwa[19][20]
- Buddyzm
  - Buddyjski Związek Diamentowej Drogi Linii Karma Kagyu

## Sport
- Ośrodek Sportu i Rekreacji
  - Wodne Centrum Rekreacji
    - basen pływacki
      - sześciotorowy, długość: 25 m, głębokość: 2,05 m

    - basen rekreacyjny
      - głębokość 1,4 m, brodzik, jacuzzi, zjeżdżalnia

    - sauna fińska i parowa

  - Hala Widowiskowo-Sportowa (w sezonie 08/09 stanowi obiekt Górnika Wałbrzych w rozgrywkach ekstraklasy koszykarzy)
- lądowisko Świebodzice (sanitarno-dyspozycyjne) użytkowane obecnie m.in. przez Aeroklub Ziemi Wałbrzyskiej (przyszłe lotnisko Sudeckie)
- W mieście istnieje klub sportowy Victoria Świebodzice
- Na początku 2006 powstał Klub Sportowy „Rekin”.

## Miasta partnerskie

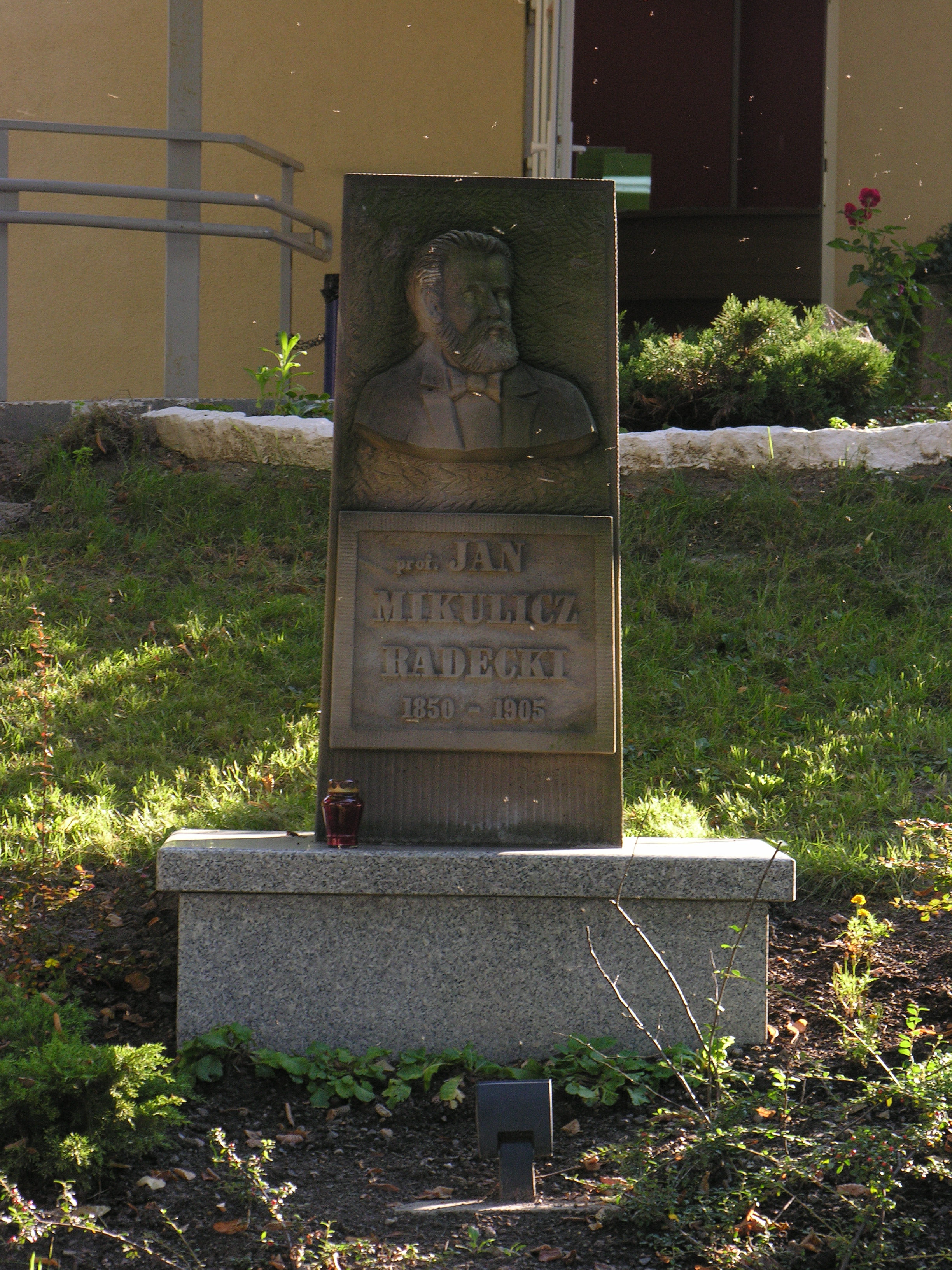
Pomnik Jana Mikulicza-Radeckiego

Źródło: oficjalna strona miasta
- Waldbröl (Niemcy)
- Jilemnice (Czechy)
- Hrušov (Słowacja)